# Карюк, Геннадий Васильевич
Геннадий Васильевич Карюк (22 февраля 1937, село Екатериновка Харьковской области) — советский и российский кинорежиссёр и кинооператор. Лауреат премии «Ника» (2016). Заслуженный деятель искусств Российской Федерации (2005). Заслуженный деятель искусств Украины (2002).

## Биография
Окончил операторский факультет ВГИКа (1965, мастерская Б.Волчека). С 1965 — оператор и режиссёр Одесской киностудии. Снял более шестидесяти фильмов. Работает с режиссёрами Кирой Муратовой, Станиславом Говорухиным, Георгием Данелия, Александром Прошкиным и другими.
В 2006 году снял телесериал «Бесы» в качестве режиссёра (совместно с Валерием Ахадовым).

## Фильмография

### Операторские работы
1. 1967 — Короткие встречи (реж. Кира Муратова)
2. 1968 — Случай из следственной практики (реж. Леонид Агранович)
3. 1971 — Долгие проводы (реж. Кира Муратова)
4. 1972 — Схватка (реж. Степан Пучинян)
5. 1973 — Встречи и расставания (реж. Эльёр Ишмухамедов)
6. 1974 — Контрабанда (реж. Станислав Говорухин; вместе с Юрием Клименко)
7. 1977 — Тимур и его команда (реж. Александр Бланк, Сергей Линков)
8. 1977 — Волшебный голос Джельсомино (реж. Тамара Лисициан)
9. 1977 — У нас новенькая (короткометражка)
10. 1979 — Особо опасные…
11. 1980 — Диалог с продолжением
12. 1991 — Бесконечность (реж. Марлен Хуциев)
13. 1991 — За последней чертой (реж. Николай Стамбула)
14. 1992 — Чувствительный милиционер (реж. Кира Муратова)
15. 1993 — Маленькие человечки Большевистского переулка, или Хочу пива (реж. Андрей Малюков)
16. 1994 — Увлеченья (реж. Кира Муратова)
17. 1995 — Орёл и решка (реж. Георгий Данелия)
18. 1997 — Три истории (реж. Кира Муратова)
19. 1998 — День полнолуния (реж. Карен Шахназаров)
20. 1999 — Письмо в Америку (реж. Кира Муратова)
21. 2000 — Фортуна (реж. Георгий Данелия)
22. 2001 — Второстепенные люди (реж. Кира Муратова)
23. 2003 — Новогодний романс (реж. Георгий Юнгвальд-Хилькевич)
24. 2003 — Прощание в июне (реж.  Сергей Ломкин)
25. 2004 — Настройщик (реж. Кира Муратова)
26. 2004 — Справка (реж. Кира Муратова)
27. 2005 — Доктор Живаго (реж. Александр Прошкин)
28. 2006 — Бесы (режиссёр, совместно с В. Ахадовым)
29. 2007 — Ниоткуда с любовью, или Весёлые похороны (реж. Владимир Фокин)
30. 2008 — Живи и помни (реж. Александр Прошкин)
31. 2008 — Пассажирка (реж. Станислав Говорухин)
32. 2009 — Чудо (реж. Александр Прошкин)
33. 2010 — Москва, я люблю тебя! (киноальманах, новелла «Барада (неприятная ситуация)»)
34. 2012 — Искупление (реж. Александр Прошкин)
35. 2015 — Конец прекрасной эпохи (реж. Станислав Говорухин)

### Режиссёрские работы
- 1977 — У нас новенькая (короткометражка)
- 1980 — Диалог с продолжением
- 1983 — Тепло родного дома
- 2006 — Бесы (совместно с Валерием Ахадовым)

## Награды и номинации
- 2002 — Заслуженный деятель искусств Украины (10 сентября 2002) — за весомый личный вклад в развитие украинского киноискусства, творческие достижения и высокий профессионализм[2]
- 2005 — Заслуженный деятель искусств Российской Федерации (9 мая 2005) — за заслуги в области искусства[3]
- 1974 — приз Всесоюзного кинофестиваля в Баку За лучшую операторскую работу (фильм «Встречи и расставания»)
- 1998 — номинация на премию «Ника» За лучшую операторскую работу (фильм «Три истории»)
- 1999 — номинация на премию «Ника» За лучшую операторскую работу (фильм «День полнолуния»)
- 2005 — номинация на премию «Ника» За лучшую операторскую работу (фильм «Настройщик»)
- 2009 — приз имени А. Москвина За лучшую операторскую работу на фестивале «Литература и кино» в Гатчине (фильм «Живи и помни»)
- 2013 — премия киноизобразительного искусства «Белый квадрат» Гильдии кинооператоров России Лучший кинооператор года (фильм «Искупление»)[4]
- 2013 — номинация на премию «Ника» За лучшую операторскую работу (фильм «Искупление»)
- 2013 — приз За лучшую операторскую работу на кинофестивале «Провинциальная Россия» в Ейске (фильм «Искупление»)[5]
- 2013 — XI Международный фестиваль военного кино им. Ю. Н. Озерова[6] — приз «Золотой меч» за лучшую работу оператора (фильм «Искупление»)
- 2016 — премия «Ника» За лучшую операторскую работу (фильм «Конец прекрасной эпохи»)
- 2016 — номинация на премию киноизобразительного искусства «Белый квадрат» Гильдии кинооператоров России («Конец прекрасной эпохи»)
- 2017 — премия киноизобразительного искусства «Белый квадрат» Гильдии кинооператоров России — «За вклад в операторское искусство» имени Сергея Урусевского[7]
- 2017 — Премия Правительства Российской Федерации 2017 года в области культуры (22 декабря 2017) — за создание художественного фильма «Конец прекрасной эпохи»[8].
- 2019 — Орден Дружбы (6 декабря 2019) — за большой вклад в развитие отечественной культуры и искусства, многолетнюю плодотворную деятельность[9]
- 2025 — Орден «За заслуги в культуре и искусстве» (5 мая 2025) — за большой вклад в развитие отечественной культуры и искусства, многолетнюю плодотворную деятельность[10]